# Гревилл, Генри, 3-й граф Уорик
Генри Ричард Гревилл, 3-й граф Уорик, 3-й граф Брук (англ. Henry Richard Greville, 3rd Earl of Warwick, 3rd Earl Brooke; 29 марта 1779 — 10 августа 1853) — британский консервативный политик. Он носил титул учтивости — лорд Брук с 1786 по 1816 год.

## Биография

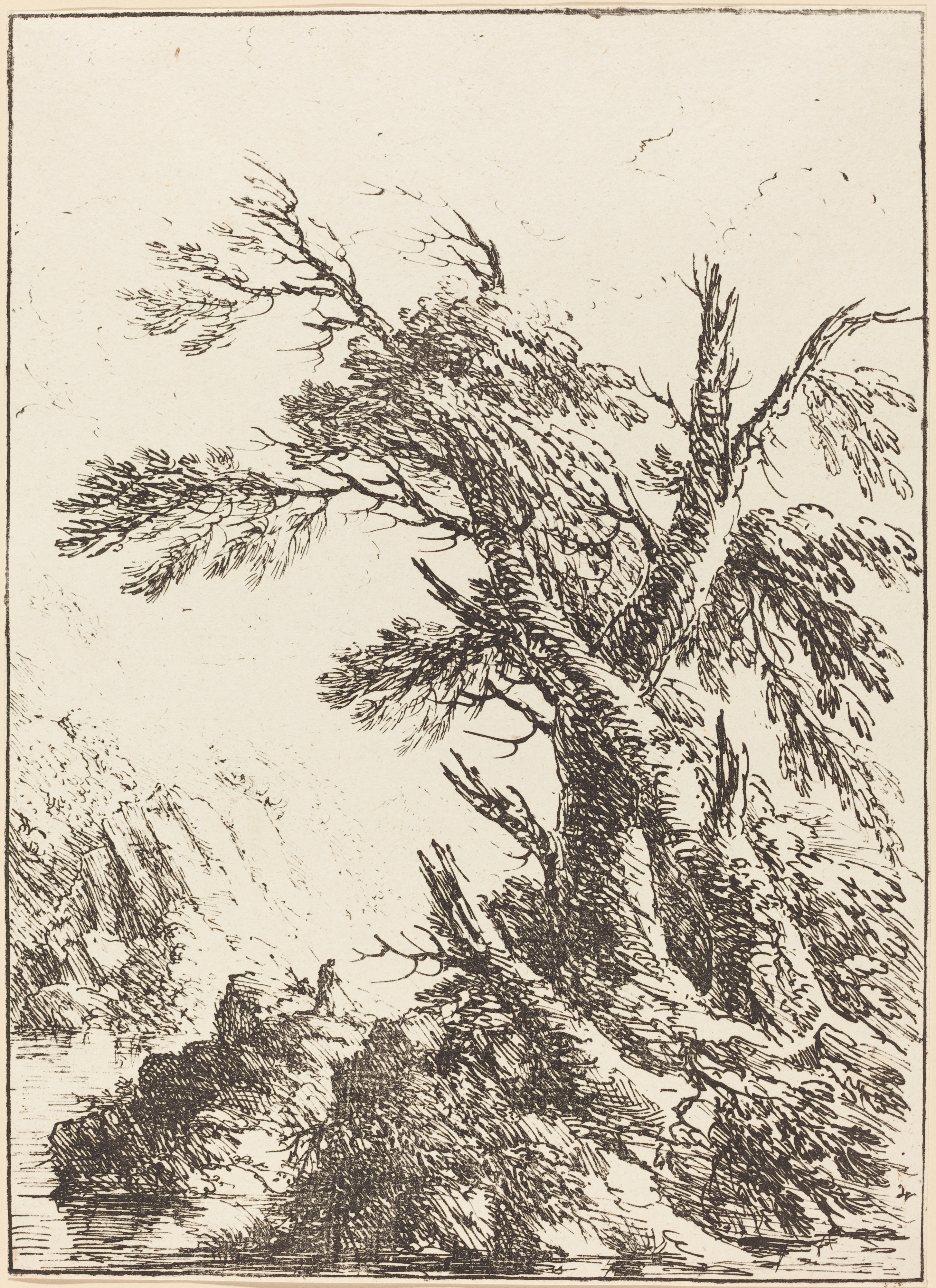
Пейзаж со старыми деревьями у воды, литография, 1803 год.

Родился 29 марта 1779 года. Старший сын Джорджа Гревилла, 2-го графа Уорика (1746—1816), и его второй жены Генриетты (урожденной Вернон), (1760—1838), дочери Ричарда Вернона и леди Эвелин Левесон-Гоуэр. Он получил образование в Винчестерском колледже.
В 1801—1803 годах он совершил гран-тур, в результате которого посетил Копенгаген, Санкт-Петербург, Москву, Берлин, Прагу, Вену, Швейцарию и Италию .
В марте 1803 года он присоединился к сэру Уильяму Драммонду и Джорджу Гамильтону-Гордону, 4-му графу Абердину, на корабле капитана сэра Джона Гора HMS Medusa, чтобы доставить Драммонда в Стамбул. Генри предпринял еще один тур по Италии в конце 1820-х годов, где он купил столовый набор Pietra Dure во дворце Гриманни в Венеции, который был продан Merlin Entertainments на Sotheby’s в 2015 году.
Лорд Брук заседал в Палате общин Великобритании от Уорика с 1802 по 1816 год. В мае 1816 года после смерти своего отца он унаследовал титулы 3-го графа Уорика и 3-го графа Брука, став членов Палаты лордов Великобритании.
С 1841 по 1846 год — лорд в ожидании (правительственный кнут в Палате лордов) во втором консервативном правительстве сэра Роберта Пиля.
Регистратор (судья) Уорика с 1816 по 1835 год, лорд-лейтенант графства Уорикшир с 1822 по 1853 год, лорд опочивальни с 1828 по 1830 год. В 1827 году стал кавалером Ордена Чертополоха.
Он также был художником-любителем. Его гравюра «Пейзаж со старыми деревьями у воды» — одна из первых литографий, сделанных в Великобритании — была опубликована в портфолио «Образцы полиавтографии» в 1803 году.

## Личная жизнь
21 октября 1816 года лорд Уорвик в Сент-Джеймсе, Вестминстер, Лондон, женился на леди Саре Элизабет Сэвил (4 февраля 1786 — 30 января 1851), дочери Джона Сэвила, 2-го графа Мексборо, и Элизабет Стивенсон. Первый мужем Сары Сэвил был Джон Монсон, 3-й барон Монсон (1785—1809). У графа и графини Уорик был один сын:
- Джордж Гай Гревилл, 4-й граф Уорик (28 марта 1818 — 2 декабря 1893)

Леди Уорвик умерла в январе 1851 года в возрасте 64 лет. Граф Уорвик пережил её на два года и умер в августе 1853 года в возрасте 74 лет. Ему наследовал графство его сын Джордж.